# Enargia borjomensis
Enargia borjomensis là một loài bướm đêm trong họ Noctuidae.